# Roman Bachul
Roman Bachul (ur. 1918, zm. 2005 w Makowej) – polski Sprawiedliwy wśród Narodów Świata.

## Życiorys
Roman Bachul mieszkał we wsi Osielec lub Bystra koło Makowa Podhalańskiego, w powiecie krakowskim. Jego rodzicami byli Stanisław i Ludwika Bachul. Miał sześcioro rodzeństwa: Janinę (ur. 1917), Władysława (ur. 1922), Jana (ur. 1928), Mieczysława (ur. 1929), Marię (ur. 1920) i Annę (ur. 1924). Podczas okupacji niemieckiej Roman Bachul pracował na kolei. W prowadzonym przez Bachulów gospodarstwie mieszkała również Antonina Siwiec z domu Kowalska, matka Ludwiki. Bachulowie udzielili bezpiecznego schronienia wywiezionej z krakowskiego getta dwuipółletniej Sarze Glaser, córce znajomej rodziny, Miriam Glaser. Dziecko pozostało pod opieką Stanisława, jego żony Ludwiki i dwóch młodszych sióstr Ludwiki, Anny i Marii. Roman współpomagał w opiece nad dzieckiem. Oficjalnie Sara Glaser była przedstawiana jako nieślubne dziecko Ludwiki. Dziecko stało się pełnoprawnym członkiem rodziny, wnuczką Stanisława i Ludwiki. Zostało nauczone katolickich modlitw i regularnie uczęszczało do kościoła, aby uniknąć represji. Sara pozostała pod opieką Bachul niemal do końca okupacji niemieckiej, kiedy to matka Miriam odebrała je po wyjściu z obozu koncentracyjnego w Oświęcimiu. Glaserowie mieszkały później przejściowo we Wrocławiu, następnie w obozie przejściowym dla osób przesiedlonych w Hofgeismar w Niemczech, po czym wyemigrowały do Izraela. W 1987 roku ukrywana podczas okupacji niemieckiej Sarah Lea Yareach domo Glaser odwiedziła dom swoich dawnych opiekunów.
Został uznany 12 września 1990 r. przez Jad Waszem za Sprawiedliwego wśród Narodów Świata. Razem z nim odznaczono jego rodziców Stanisława i Ludwikę Bachulów i rodzeństwo Janinę Siwiec z domu Bachul, Annę Radoń z domu Bachul, Marię Rzeszutko z domu Bachul oraz Władysława Bachulów. Roman Bachul zmarł w 2005 r. w Makowej.